# Unione Italiana Lavoratori del Tessile, Energia e Chimica
L'Unione Italiana Lavoratori del Tessile, Energia e Chimica (UILTEC) è la federazione sindacale che riunisce e organizza i lavoratori delle imprese operanti nei settori produttivi e industriali dell'abbigliamento, calzature, chimica, farmaceutica, gomma plastica e cavi, vetro, lampade, concia, ceramica e piastrelle, miniere, petrolio, ingegneria, energia, gas e acqua che fa capo alla Confederazione della Unione Italiana del Lavoro (UIL).
È nata il 25 gennaio 2013 dalla fusione della Unione italiana lavoratori della chimica, energia e manifatturiero (UILCEM) e della Unione italiana lavoratori del tessile e abbigliamento (UILTA).
Daniela Piras 2 è la segretaria generale della Uiltec, eletta all’unanimità, a Bari, il 7 ottobre 2022, al termine dei lavori del terzo Congresso nazionale del sindacato dei lavoratori tessili, dell’energia e della chimica.  

## Storia

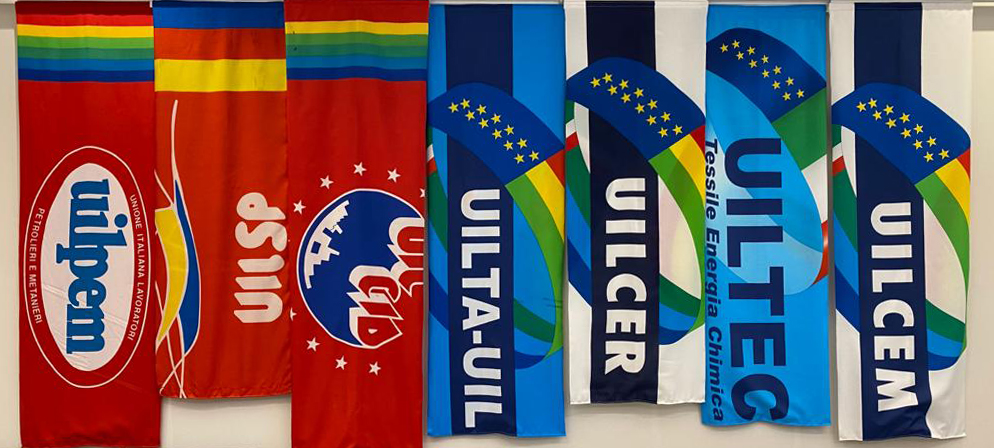
Le nostre bandiere, la nostra storia

La UILTEC, costituita nel 2013 per fusione tra UILCEM (Unione Italiana Lavoratori della Chimica Energia e Manifatturiero) e UILTA (Unione Italiana Lavoratori del Tessile e Abbigliamento), affonda le sue radici nel marzo del 1950 quando i primi lavoratori chimici partecipano in prima fila alla costituzione della UIL.
La loro presenza nel settore chimico si afferma attraverso l'elezione di rappresentanti dei lavoratori nelle Commissioni Interne in imprese significative del territorio di Milano e provincia, come Snia Viscosa, Olap, Mole Smeriglio.
La UILC (UIL Chimici) raggruppa sia i lavoratori del settore chimico sia i dipendenti delle industrie farmaceutiche, delle fibre tessili artificiali, della gomma, della concia delle pelli, dei materiali plastici.
Tra le personalità della storia sindacale spiccano le figure di Italo Viglianesi e Giulio Polotti che, oltre a contribuire a fondare la UIL e a creare la sua identità organizzativa, si rivelano dirigenti sindacali influenti e apprezzati a livello confederale e di categoria.
La UILTA ha origini negli anni '40 dal cosiddetto “Contratto della Montagna”, sottoscritto durante l'occupazione nazista dai rappresentanti dei lavoratori e industriali del distretto biellese, grazie alla protezione delle formazioni partigiane dell'area industriale più importante del Paese. Conclusosi tra il giugno 1944 e il marzo 1945, rappresenta l'unico contratto stipulato in Europa.

## Congressi

### Congresso costitutivo - Fiuggi 25 gennaio 2013
Il congresso di costituzione della UILTEC, il cui tema è stato Uscire dalla crisi - Più lavoro, si è svolto a Fiuggi il 25 gennaio 2013.
Sono stati delegati al congresso i medesimi delegati delle federazioni UILCEM e UILTA che nel giorno precedente avevano rappresentato i lavoratori delle rispettive categorie ai congressi di scioglimento delle due organizzazioni sindacali.
Nel corso del congresso è stato approvato il nome e l'acronimo della nuova federazione sindacale, è stato approvato lo statuto e sono stati eletti gli organi statutari.
Su proposta del segretario generale della UIL Luigi Angeletti, Paolo Pirani è stato eletto all'unanimità primo segretario generale della UILTEC.

### 1º congresso nazionale UILTEC - Venezia 29-30-31 ottobre 2014
Il primo congresso è stato celebrato a Venezia dal 29 al 31 ottobre 2014 presso il terminal del porto di Venezia. Lo slogan scelto per il primo congresso è stato Made in UILTEC - 100% garantito.
Paolo Pirani è stato confermato segretario generale.

### 2º congresso nazionale UILTEC - Napoli 16-17-18 maggio 2018
Il secondo congresso è stato celebrato a Napoli dal 16 al 18 maggio 2018 presso la Stazione Marittima di Napoli. 
Paolo Pirani è stato confermato segretario generale.

### 3º congresso nazionale UILTEC - Bari 5-6-7 ottobre 2022
Il terzo congresso è stato celebrato a Bari dal 5 al 7 ottobre 2022  presso il TEATROTEAM. Lo slogan scelto per il TERZO congresso è stato SOSTENIAMO IL LAVORO, LAVORIAMO AL FUTURO
Daniela Piras è stato eletta segretaria generale.

## Settori
La UILTEC raccoglie i settori precedentemente di competenza della UILCEM (chimica, energia e manifatturiero) e della UILTA (tessile, abbigliamento e calzature).
I settori principali sono:
- chimica
  - produzione idrocarburi
  - raffinazione idrocarburi
  - sintesi e produzione principi attivi farmacologici e specialità farmaceutiche
- energia
  - fornitura gas e combustibili
  - fornitura energia elettrica
  - gestione del servizio idrico integrato
- manifatturiero
  - gomma
  - plastica
  - vetro
  - piastrelle
  - concia
  - lampade
- tessile, abbigliamento
  - calzature
  - pellame
  - confezioni
  - filati
  - tintorie

In alcuni settori la UILTEC rappresenta sia lavoratori del settore privato che lavoratori del settore pubblico. Infatti, molte delle aziende del settore dei servizi idrici (acquedotti, fognature e depurazione) sono società municipalizzate solo in parte privatizzate.
Ad eccezione del settore metalmeccanico, di cui si occupa nella stessa confederazione (UIL) la UILM, la UILTEC copre quindi quasi tutto lo spettro delle altre produzioni nazionali.

## Affiliazioni internazionali
La UILTEC è impegnata a livello europeo ed internazionale, aderendo, a titolo proprio, a IndustriALL European Trade Union ed a IndustriALL Global Union per i settori di propria competenza; e, tramite la UIL, alla Confederazione Internazionale dei Sindacati (CSI/ITUC) e alla Confederazione Europea dei Sindacati (CES/ETUC).